# Iteaceae
Iteaceae J.Agardh, 1858 è una famiglia di piante angiosperme dell'ordine Saxifragales.

## Tassonomia
La famiglia comprende i seguenti generi:
- Itea Gronov. ex L. (20 specie)
- Pterostemon Schauer (3 spp.)